# Scrap Mechanic
Scrap Mechanic ist ein Konstruktions-Computerspiel von Axolot Games. Derzeit befindet es sich in der Beta-Version und verfügt über einen Sandbox-Modus, einen Challenge-Modus, in dem der Spieler mit begrenzten Ressourcen ein Fahrzeug zur Bewältigung einer Strecke bauen muss, und seit Mai 2020 auch über einen Überlebensmodus.

## Spielprinzip
In dem Spiel konstruiert und baut der Spieler komplexe Maschinen und Anlagen in einer offenen Spielwelt. Dafür sollte er auf Prinzipien der Mechanik, des Fahrzeugbaus und anderer ingenieurswissenschaftlicher Erkenntnisse achten, die allerdings stark vereinfacht dargestellt sind.
Die Bauten können ebenfalls über den Steam Workshop mit anderen Spielern geteilt werden. Es kann sowohl im Einzelspieler- als auch Mehrspielermodus gespielt werden. Die Spielwelt kann mit einem speziellen Mapeditor angepasst werden. Es gibt auch einen Überlebensmodus, bei dem mehr Wert auf den Kampf und die Erkundung der Spielwelt gelegt wird.
Herausforderungsmodus
Im Herausforderungsmodus können Spieler 50 Level spielen und meistern. Man kann sich aber auch aus dem Steam-Workshop von Benutzern selbst erstellte Level herunterladen. In den meisten Levels hat man eine begrenzte Anzahl von Materialien, die man benutzen muss, um sich Fahrzeuge zu bauen oder gebaute Sachen zu reparieren, um es dann ins Ziel schaffen zu können.
Roboter
Die Roboter im Überlebensmodus sind auf der ganzen Welt verteilt, die sobald sie den Spieler sehen angreifen. Es gibt die spinnenartigen grünen Roboter, die „Totebots“ der Roboter ist der einfachste Gegner im Spiel. Dazu kommt noch der „Haybot“ ein orangefarbener Roboter mit roten Augen und einer Heugabel. Der „Tapebot“ hat eine große Schere und eine Kleberollenpistole, er kommt nur im Lagerhaus und in deren nähe vor. Von ihm gibt es in zwei Versionen, einmal, die blaue, der den Spieler mit Klebebandrollen beschießt und die rote Version, die explosive Projektile auf den Spieler feuert. Und es gibt noch die „Farmbots“ sehr große rote Roboter, die sechs Beine haben, eine große Sense, eine Pestizidpistole und einen kleinen Bohrer tragen. Diese Roboter spawnen an mehreren Orten, darunter: „Farmbot Scrapyards“, „Autumm Forests“, „Forests“, „Silo District“ und „Ruin City“.

## Entwicklung und Veröffentlichung
Das Spiel wurde von Axolot Games entwickelt, die ebenfalls Raft veröffentlicht haben, und wurde am 20. Januar 2016 im Steam-Early-Access-Programm veröffentlicht. Es hat neben dem Sandboxmodus auch noch einen Überlebensmodus. Die Entwickler hatten bereits Erfahrungen bei dem Entwicklerstudio Mojang Studios sammeln können, welches Minecraft entwickelt.

## Rezeption
Nach der Veröffentlichung im Early Access schaffte es das Spiel in die Steam Topseller und erreichte überwiegend positive Bewertungen von den Nutzern. Aufgrund des Spielprinzips wird das Spiel mit Titeln wie Minecraft, Space Engineers und Medieval Engineers verglichen, wobei der Fokus auf der Technik liegt. Scrap Mechanic wird daher auch als eine digitale Umsetzung der Lego-Technik-Reihe gesehen.
Das Spiel bietet den Spieler nach Meinung der PC Games viele Möglichkeiten Details festzulegen und die Kreativität auszuleben. Zwar ist die Bedienung gut umgesetzt und einfach gehalten, Projekte können aber dennoch komplex werden. Allerdings mangelt es in der Entwicklungsversion noch an Funktionen und es kommt zu Spielfehlern. PCGamesN bezeichnet die Kreationen im Spiel als cool, clever und verrückt. Weitere Bekanntheit erreichte das Spiel durch Let’s Play-Videos auf YouTube.